# Pont-canal de l'Aiguille
Le pont-canal de l'Aiguille est un des nombreux ponts de ce type du canal du Midi, en France. Il enjambe un petit ruisseau, la Rigole de l’Étang, sur la commune de Puichéric dans le département de l'Aude en région Occitanie.
Avec le pont-canal de Jouarres et le pont-canal du Répudre, c'est un des trois ponts-canaux originaux bâtis par Pierre-Paul Riquet durant la construction du canal de 1667 à 1681.